# Kendall Gender
Kendall Gender is de artiestennaam van Kenneth Wyse, een Canadese drag-artiest die in 2021 als deelnemer meedeed aan seizoen 2 van Canada's Drag Race. In 2022 keerde het typetje Kendall Gender terug in Canada's Drag Race: Canada vs. the World. 
Wyse groeide op in Richmond. In 2014 startte Wyse als drag-artiest en won drie jaar later de wedstrijd Vancouver's Next Drag Superstar.
Wyse koos de artiestennaam Kendall Gender als een verwijzing naar reality-tv-persoonlijkheid Kendall Jenner. In de Snatch Game-aflevering van Canada's Drag Race besloot hij echter om Kris Jenner na te doen. 